# Giorgi Akhaladze
Pas d'image ? Cliquez ici

a Compétitions nationales et continentales officielles uniquement.

b Matchs officiels uniquement.
Dernière mise à jour le 30 juillet 2025.
Giorgi Akhaladze (en géorgien : გიორგი ახალაძე), né le 13 avril 1999 en Géorgie, est un joueur international géorgien de rugby à XV évoluant au poste de pilier gauche avec l'ASM Clermont Auvergne en Top 14.

## Biographie

### Jeunesse et formation
Giorgi Akhaladze naît le 13 avril 1999 en Géorgie.
Au mois d'avril 2017, étant retenu avec l'équipe de Géorgie de rugby à XV des moins de 18 ans, il est finaliste du Championnat d'Europe de la catégorie mais s'incline 36 à 18 contre la France. En décembre suivant, étant joueur au sein du RC Aia, il est retenu pour un camp d'entraînement avec l'équipe de Géorgie des moins de 20 ans en vue de préparer le Championnat du monde junior se déroulant l'été suivant. Il n'est finalement pas retenu.
En 2018, il rejoint le club français du RC Massy. En avril 2019, il est de nouveau retenu avec la sélection géorgienne des moins de 20 ans afin de participer à une tournée en Afrique du Sud pour préparer le Championnat du monde junior. Toutefois, il n'est à nouveau pas retenu pour cette compétition.

### Début de carrière au RC Massy puis à l'AS Béziers (2019-2023)
Pendant la saison 2019-2020, il fait ses débuts en Fédérale 1 avec le RC Massy. La saison suivante, son club étant promu en Nationale (nouvelle troisième division française), il dispute six matchs dont cinq en tant que titulaire dans une saison perturbée par la pandémie de Covid-19,,.
À partir de la saison 2021-2022, il s'engage avec l'AS Béziers en Pro D2 pour deux saisons. Pendant la saison, il se fait remarquer en inscrivant un doublé décisif lors d'une victoire 27 à 21 contre le RC Vannes, dont un essai après une course de quarante mètres où il élimine plusieurs défenseurs adverses,. Pour sa première saison avec l'AS Béziers, il réalise des performances prometteuses et il dispute un total de vingt-deux rencontres, connaissant neuf titularisations tout en inscrivant deux essais.
La saison suivante, lors de la septième journée de Pro D2 contre son ancien club du RC Massy, il écope d'un carton rouge après s'être rendu coupable d'un jeu dangereux sur un adversaire qui lui vaut une suspension de cinq semaines. Cette saison-là, il dispute vingt-et-une rencontres, étant titulaire à neuf reprises et inscrivant un essai.

### Découverte du niveau international puis transfert en Top 14 à l'ASM Clermont (depuis 2023)
Pendant la saison 2023-2024, il continue sa progression, si bien qu'il intéresse plusieurs clubs de Top 14 car son contrat expire à la fin de l'exercice en cours,. Finalement, il signe un précontrat de deux ans avec le club de l'ASM Clermont Auvergne, en recherche de JIFF statut que possède Akhaladze, au mois de janvier 2024. Le même mois, il est sélectionné pour la première fois en équipe de Géorgie dans le cadre du Championnat d'Europe. Il connaît sa première sélection en étant titularisé lors de la première journée contre l'Allemagne,. Finalement, il dispute toutes les rencontres de cette édition en tant que titulaire et remporte la compétition en battant le Portugal 36 à 10 en finale,. Pour sa dernière saison avec l'AS Béziers, il joue vingt matchs, dont huit en qualité de titulaire, pour un essai marqué. En fin de saison, l'ASM Clermont Auvergne officialise le transfert d'Akhaladze à partir de la saison prochaine et pour deux saisons. Durant l'été, il est retenu avec la Géorgie pour le premier match de la tournée estivale, contre les Fidji, où il est titulaire. Puis, il est également sélectionné pour la suite de la tournée contre le Japon et l'Australie.
Fin juillet 2024, il fait son arrivée dans son nouveau club de l'ASM Clermont Auvergne. Le mois suivant, il joue ses premières minutes sous le maillot clermontois lors des matchs amicaux contre l'USON Nevers et le RC Toulon,. Puis, il dispute son premier match officiel de la saison 2024-2025 en tant que remplaçant, entrant en jeu à la place de Sacha Lotrian durant la première journée de Top 14 remportée 39 à 7 contre la Section paloise. Deux journées plus tard, il connaît sa première titularisation contre l'Aviron bayonnais, se montrant décisif en inscrivant ses deux premiers essais tout en étant dominant en mêlée fermée lors de la victoire 26 à 10 avec bonus offensif des siens,. Durant l'automne, il est sélectionné avec la Géorgie et prend part à trois test matchs,. En décembre, il dispute ses premiers matchs en Champions Cup. Dans la même compétition, le mois suivant, il écope d'un carton rouge contre Bath Rugby pour un plaquage haut. Pour ce geste, il est suspendu quatre semaines. Peu après son retour de suspension, il est retenu avec son pays pour la fin du Championnat d'Europe. En demi-finale, il inscrit un essai contre la Roumanie et sa sélection s'impose largement 43 à 5. Lors de la finale, les Géorgiens s'imposent une nouvelle fois, battant l'Espagne par 46 à 28, Akhaladze remportant son deuxième titre dans la compétition. De retour en club, il subit une commotion cérébrale contre les Northampton Saints, lors du huitième de finale de Champions Cup, qui le force à sortir précocement dans la rencontre. Puis, quelque temps plus tard, ayant écopé d'un total de trois cartons jaunes durant la saison de Top 14, il est suspendu pour une rencontre. En fin de saison, l'ASM s'étant qualifiée pour les phases finales de Top 14 pour la première fois depuis 2021, il est titulaire en barrage contre l'Aviron bayonnais mais le club clermontois est éliminé,. Pour sa première saison au plus haut niveau, il joue 23 matchs et enchaîne les titularisations en fin de saison grâce aux absences d'Étienne Falgoux et de Sacha Lotrian,. Considéré comme l'une des révélations de la saison, il délivre des performances prometteuses, se montrant très actif ballon en main mais montrant quelques difficultés en mêlée fermée,.
Pendant l'été 2025, il est retenu en sélection nationale et est titularisé à deux reprises contre l'Irlande puis l'Afrique du Sud.

## Statistiques internationales
Au 30 juillet 2025, Giorgi Akhaladze compte 14 capes en équipe de Géorgie, dont 10 en tant que titulaire, depuis le 4 février 2024 contre l'Allemagne. Il inscrit un essai, cinq points.

## Palmarès
- Finaliste du Championnat d'Europe en 2017 avec l'équipe de Géorgie des moins de 18 ans.
- Vainqueur du Championnat d'Europe en 2024 et 2025 avec l'équipe de Géorgie.